# Literna pauliani
Literna pauliani är en insektsart som beskrevs av Victor Lallemand och Synave 1952. Literna pauliani ingår i släktet Literna och familjen spottstritar.
Artens utbredningsområde är Madagaskar. Inga underarter finns listade i Catalogue of Life.